# 気まぐれ本格派
『気まぐれ本格派』（きまぐれほんかくは）は、1977年10月26日から1978年9月20日まで、日本テレビ系列で放送されたホームドラマである。石立鉄男・ユニオン映画シリーズの第7作であり、最終作品となった。全38話。

## 概要
主人公・清水一寛は船の乗組員であったが、兄が亡くなったことにより、神楽坂にある実家の貸衣装店の経営に転身する。兄の未亡人・清水袖子や、お天気お姉さんの鷲崎涼子は、一寛と恋模様も見せる。
前作『気まぐれ天使』に続き、オープニングアニメーションの演出は芝山努が手掛けている。

## キャスト
- 清水一寛（いっかん）：石立鉄男
主人公。清水家の次男。三等航海士の資格を持っている。船乗りを志して家業を捨てて家を出て行ったため、周囲の目は冷たい。しかし利昌の事故死をきっかけに、家業を継ぐことを決める。その後は、法被に腹巻を常にユニフォームとして着用している。情に厚いお人好しだが、血の気が多くケンカっ早い。また、おせっかいや早とちりでもある。貸衣装店を手伝いながらも、海への情熱を捨てきれないでいる。
- 清水小太郎：秋野太作
清水家の三男。タレント養成所を経営していたが、いい加減な性格から破綻、借金に追われ無職になっていたが、一寛のアイディアにより若者向けの貸衣装屋「ファッション・ピット（アイスクリーム店ピットの併設）」を任される。甲斐性なさを棚に上げて、自分が思いを寄せる楓や家業などのことで一寛を罵ったりするが、根はしっかりと兄弟愛で結ばれている。
- 清水利昌：山本学（第3話まで）
清水家の長男。「清水貸衣装店」の店主。家業に関心の薄い弟二人に見切りをつけ、一人で店を切り回している。子供を身ごもりながら不幸な境遇にあった袖子を妻とした。北海道から上京する楓を車で空港まで迎えに行くのを一寛が断ったため、代わりに迎えに行き、途中で交通事故を起こしてしまう。事故の怪我が原因で亡くなる。
- 清水霧子：友里千賀子（第14話まで）
清水家の長女。高校三年生。一寛や小太郎よりもしっかり者。大学受験に失敗するが、九州で牧場を営む叔父と、叔父が育てた競走馬の絆の深さに心を打たれ、叔父の手伝いをするため新幹線で旅立って行った。
- 清水袖子：三ツ矢歌子 (第25話、第34話を除く)
利昌の妻。おっとりしているように見えるが、芯はしっかりしている。子を身ごもっているときに利昌と出会った過去を持つ。利昌の死で、母から実家のある北海道へ戻ってくるよう求められたが、利昌への恩から清水貸衣装店の仕事を女主人として引き継ぐ決意をする。初期の頃は、よくとぼけた言葉の言い間違いをしていた。心配をしつつも、店を手伝ってくれる一寛を温かく見守り信頼している。
- 清水新太：吉田友紀
袖子・利昌夫妻の長男。小学4年生で野球少年。血縁関係のある本当の父親は利昌ではなく第33話で登場する今井という人物。当初は、利昌が死亡する原因の一端を作ってしまった一寛を責めていたが、一寛が船乗りの仕事を捨てて家に戻り、家族を思いやり、慣れない貸衣装の仕事に精を出す姿を見て次第に一寛を慕うようになっていく。
- 八木沢楓：山口いづみ
袖子の妹。勝気な性格で、占いに造詣が深い。北海道から上京してきた際に一寛と口論になって以来、一寛とは犬猿の仲になる。一寛が袖子に恋心を持っていると猜疑心を持ち、一寛を監視するつもりで清水家に住みこんだ。次第に家族を思う一寛の深い思いに気づき、一寛に恋心を抱くようになる。和菓子屋・五十鈴の一角を借りて占いをしていたが、ドラマの後半では小太郎とともに、アイスクリーム店ピットを手伝いながらファッション・ピットの共同経営者として店を切り盛りする。第13話から第16話までは北海道に帰っているという設定で出演していない。
- 袖子と楓の母親：南美江
- 若杉貞仁：花沢徳衛
近所の神社の神官。清水貸衣装店のお得意様だが、利用者は多くない。一寛たちの父親の同級生。道夫の出来の悪さを嘆いてはいるが、人から「馬鹿息子」と言われることを嫌う。
- 若杉道夫：森川正太
貞仁の息子。一寛たちの幼馴染。早くに母親を亡くしたせいもあって、貞仁から甘やかされて育った。大学を何度も留年しており、家業も手伝わず、神社の息子のくせに祝詞すら読むことが出来ない。その頭の悪さは小太郎以上で、自分のことを棚に上げ、一寛をことあるごとにバカ呼ばわりし、悪質なデマを撒き散らしたり、おまけに自分の不出来さを自覚しないなど非常にタチが悪い。楓に惚れているが、相手にされていない。
- 山本元：中条静夫
清水家の近所で「山本動物病院」を営む獣医師。貞仁とは碁友達で、「元（はじめ）ちゃん」と呼ばれている。他の人々からは、「犬猫の先生」「ワンワンの先生」「先生」などと呼ばれている。一寛たちの良き相談相手でとりなし役。密かに袖子を想っている。
- 山本鳩子：一ノ瀬康子
元の娘。霧子の幼馴染で大親友。霧子が大学に落ちた際には一緒に浪人になろうと言い出したほどである。亡くなった母親に代わり、家事や元の手伝いを一手に引き受けている。大学進学後は髪を短く切り、テニスサークルで励んでいる。あだ名はポッポ。
- タケシ：粟津號
クリーニング店の従業員で自転車で神楽坂を回り営業している。清水貸衣装店に度々立ち寄っている。
- 鷲崎涼子：水沢アキ
近所の待合の娘。天気予報担当のテレビアナウンサーだが、予報はまるで当たらない。ペットのプードルを山本動物病院で診てもらっている。猫が顔を洗うと雨が降るように、犬も何か天気予報が出来るのではないかと研究しており、プードルの散歩のときにはストップウォッチを使って歩く速度を計っている。一寛に恋心を抱いている。後半「五十鈴」のさとみと共にアイスクリーム店ピットを経営。
- 安吉：田崎潤
一寛の船員仲間。
- ドベン：マッハ文朱
第21話より登場する、女子高生三人組のひとり。「ドベン」とはアドベンチャーの略。一番背が高いリーダー格であったが途中より登場しなくなり、二人組になった。
- ズッコ：木ノ葉のこ
ドベンの妹分。語尾に「なのら」を付ける幼児語のような話し方をする。
- カッパ：小池真智子
ドベンの妹分。髪がとても短く、一人称を「俺」と呼ぶなど男っぽいが、とぼけた話し方をする。
- 田村校長：今福正雄
新太の小学校の校長をしている。教師歴は長く、一寛が同じ小学校の学生であったときから同校で教えていたという設定。田村という名前から、タムチンキというニックネームで一寛に馴れ馴れしく呼ばれている。
- さとみ：折笠しおり
楓が占いの仕事をしている和菓子屋兼甘味処「五十鈴」の娘。後半鷲崎涼子と共にアイスクリーム店ピットを経営。
- 「五十鈴」のママ：石井富子

### ゲスト出演者
第1話
- 黒潮フェリーの社長：鈴木瑞穂
- 飲み屋の女将：絵沢萌子
- 渡辺高光
- 磯野秋雄
- 村上幹夫

第2話
- 絵沢萌子
- 渡辺高光
- 門脇三郎
- 玉川長太
- 福留幸夫

第3話
- 五藤雅博

第4話
- 鷲崎涼子の母：風見章子
- 人見明
- 金内喜久夫

第5話
- 千葉裕
- 末次美沙緒
- 小野田英一

第6話
- 芸者きくえ：池波志乃
- 芸者はるか：武智豊子
- 芸者いろか：千うらら

第7話
- 大川しずこ：坪田直子
- しずこの父：内藤武敏

第8話
- ジャイアント馬場（特別出演、本人役）
- うえずみのる
- 東啓子
- 堀勝之祐
- 真梨邑ケイ（※川口今日子名義）

第9話
- お茶屋：谷啓
- 占いの客：小林幸子
- 占いの客：植田峻
- 山本百合子
- 藤山直美
- 関谷ますみ
- 音羽美子
- 花形恵子

第10話
- 吉沢：佐藤仁哉
- 関谷ますみ
- 三重街恒二
- 藤山直美
- 暮林修

第11話
- 樹木希林
- 刑事：安原義人

第12話
- 曽我廼家一二三
- 山本百合子

第13話
- 天津敏
- 松沢：二見忠男
- 田中（不動産屋）：中島元

第14話
- 相原の叔父さん： ハナ肇
- 二見忠男
- 沢りつお

第15話
- 小野あけみ：三浦リカ
- かずのり（あけみの恋人）：吉田次昭
- あけみの母：市川千恵子
- みゆき劇場（ストリップ）の支配人：小池朝雄
- 大前の親分：内田朝雄
- 全日本テレビのディレクター：山田康雄
- 全日本テレビ局長：梶哲也
- ときわ荘の管理人：横山あきお
- 月賦の集金人：きくち英一
- 山下啓介

第16話
- 浅野ひろこ：秋本圭子
- 浅野謙二：神山繁

第17話
- 金太郎（芸者）：荒砂ゆき
- 骨董屋：大泉滉
- 刑事：夏木章

第18話
- 菊池：山本紀彦
- 東西ビルの支配人：藤村有弘

第19話
- ディレクター：高松しげお
- 詐欺師：金内喜久夫
- 詐欺師：清水幹雄
- テレビ番組の司会者：小早川正昭

第20話
- 穂積隆信
- 市川治

第21話
- 小太郎のアパートの大家：梅津栄
- 加藤茂雄

第22話
- 小川隆一
- 山口真司

第23話
- 桑山正一
- 横山道代
- 清水まゆみ
- 西川ひかる

第24話
- 本阿弥周子
- 岸部一徳
- 田坂都
- 大矢兼臣
- 小野田英一
- 岸本功
- レッドショック

第25話
- 田村すみれ（新太の担任教師）： 浅野真弓

第26話
- 涼子の母：風見章子
- 速水節子：永島暎子
- あきお（節子の内縁の夫）：風間杜夫
- あきおの母：三鈴栄子
- タクシー運転手：だるま二郎
- 写真屋：三遊亭円之助

第27話
- 和泉友和：赤塚真人
- 峰のぼる

第28話
- 名古屋章
- 中原早苗
- 加瀬悦孝
- 中島元
- 大山豊
- 岩城和男

第29話
- 須賀良
- 若杉透
- 白貝真理子

第30話
- 中村医師：織本順吉
- 熊倉一雄
- 岡部正純
- 曽我廼家一二三
- 向殿あさみ
- 岡真佐子
- 奥野匡
- 千うらら

第31話
- 林田（安吉の甥）：河島裕司

第32話
- 吉沢フサ:野村昭子
- 吉沢さちこ:小林かおり
- 金田一（かねだはじめ）:安原義人
- ビル警備員:谷村昌彦

第33話
- 今井ひでゆき：根上淳

第34話
- 相原巨典
- 宮田光
- 大山豊

第35話
- 池田：北村総一郎
- 池田まゆみ：瞳順子
- 森下哲夫
- 丹古母鬼馬二
- 畠山麦
- 横尾三郎

第36話
- 久保菜穂子
- 三夏伸
- 守島信子
- 石島房太郎
- 篠田薫

第37話
- 篠原（TV局のAD）：岸部シロー
- 東田真之
- 入江正徳

第38話
- 篠原：岸部シロー
- 飲み屋の女将：石田ゆり
一貫に対し「松木さんとこの若い衆の方ですか? あっ、吉川組の方でしょう。」と話す。有線が途中で『時には娼婦のように』（作詞／作曲／歌：なかにし礼）に変わる。

## 主題歌
- 「夕凪のふたり」作詞：久保田広子 / 作・編曲：大野雄二 / 歌：ダ・カーポ（発売：1978年1月、日本コロムビア・規格番号:LK-58A）

## 劇用車
- 銀色のいすゞ・117クーペ。量産丸目。清水小太郎が乗る。中盤で借金のかたにとられる。
- 黄色のポルシェ・924。若杉道夫が乗る。中盤で清水小太郎に無理やり引き取られるが、また返ってくる。

## スタッフ
- 企画：吉川斌（日本テレビ）
- 脚本：松木ひろし、立町陽太、松原敏春、庭久雄、高階秋成、桃井章、小山幹夫、田上雄
- 音楽：大野雄二
- 撮影：東原三郎
- 照明：三萩国明
- 美術：坂口武玄
- 録音：片桐登司美
- 編集：西村豊治
- 助監督：大上典保（ユニオン映画）
- 色彩計測：須藤昭栄
- 記録：桑原みどり
- メーク：野儀多恵子
- 選曲：鈴木清司
- 制作担当：小池仁
- 現像所：東洋現像所（現.IMAGICA）※フィルムクレジット上は「東洋現像」とクレジット
- 衣装：東京衣装
- 装飾：高津装飾
- 効果：東洋音響
- 撮影所：日活撮影所
- 企画協力：S・H・P（青年座放送プロジェクト）
- 衣装協力：吉忠モード、東寸いわ屋
- オープニングアニメーション：シンエイ動画（芝山努）
- プロデューサー：長富忠裕（日本テレビ）、松岡明、荒木功（ユニオン映画）
- 監督（演出）：手銭弘喜、小山幹夫、斎藤光正、鶴島光重、田中知己、田中重雄、平山晃生
- 制作：ユニオン映画

## サブタイトル
| 話数 | 放送日          | サブタイトル                 | 脚本              | 監督     |
| ---- | --------------- | ---------------------------- | ----------------- | -------- |
| 1    | 1977年 10月26日 | カッパの里帰り               | 松木ひろし        | 手銭弘喜 |
| 2    | 11月2日         | 兄貴の掌は熱かった           | 松木ひろし        | 手銭弘喜 |
| 3    | 11月9日         | 俺は勇者ではない             | 松木ひろし        | 小山幹夫 |
| 4    | 11月16日        | ワン・ダフル花嫁さん         | 松木ひろし        | 小山幹夫 |
| 5    | 11月23日        | 北の白鳥・南の鵞鳥           | 松木ひろし        | 鶴島光重 |
| 6    | 11月30日        | 弱虫は歌いたがる             | 松木ひろし        | 田中知己 |
| 7    | 12月7日         | 花嫁のたたりジャー           | 立町陽太          | 手銭弘喜 |
| 8    | 12月14日        | 男と男の約束は?              | 鶴島光重          | 小山幹夫 |
| 9    | 12月21日        | ダサイ男の噺                 | 松木ひろし        | 小山幹夫 |
| 10   | 12月28日        | 妹十八いまごろハシカ         | 桃井章            | 小山幹夫 |
| 11   | 1978年 1月4日   | 三馬鹿三番叟                 | 鶴島光重          | 田中知己 |
| 12   | 1月11日         | くたばれ兄弟愛               | 松木ひろし        | 田中重雄 |
| 13   | 1月18日         | 一寛の恋も一巻の終り         | 鶴島光重          | 手銭弘喜 |
| 14   | 1月25日         | しゃあんめェ、霧子           | 松木ひろし        | 手銭弘喜 |
| 15   | 2月1日          | 男だったらやってみろ         | 鶴島光重          | 小山幹夫 |
| 16   | 2月8日          | クイーンのトランプ           | 松木ひろし        | 手銭弘喜 |
| 17   | 2月15日         | 女王陛下の船は出た!!         | 高階秋成          | 田中重雄 |
| 18   | 2月22日         | 砂漠の墓に踊らされ           | 立町陽太 小山幹夫 | 小山幹夫 |
| 19   | 3月1日          | 江戸ッ子スター大興奮         | 松原敏春          | 手銭弘喜 |
| 20   | 3月8日          | 大特訓は死の匂い!!           | 高階秋成          | 小山幹夫 |
| 21   | 3月15日         | 自分の植木鉢に種をまけ       | 松木ひろし        | 田中重雄 |
| 22   | 3月22日         | 誰かと誰かがアイスクリーム   | 松木ひろし        | 手銭弘喜 |
| 23   | 3月29日         | ママゴンのヘンシーン         | 鶴島光重          | 小山幹夫 |
| 24   | 4月5日          | マトモなのは俺ひとり         | 松木ひろし        | 手銭弘喜 |
| 25   | 4月19日         | 0点! 0点! 大トチリ!!         | 高階秋成          | 小山幹夫 |
| 26   | 5月3日          | 結婚写真を撮らないで!!       | 立町陽太          | 田中重雄 |
| 27   | 5月10日         | 恋という奴ァままならぬ       | 松原敏春          | 小山幹夫 |
| 28   | 5月24日         | 居候、三杯目には?            | 鶴島光重          | 平山晃生 |
| 29   | 6月7日          | 神社の恋の物語               | 庭久雄            | 手銭弘喜 |
| 30   | 6月21日         | 兄貴がポックリ、死ンデレラ?! | 高階秋成          | 小山幹夫 |
| 31   | 7月12日         | カッパは海に戻れるか         | 鶴島光重          | 平山晃生 |
| 32   | 7月26日         | 20億円は夢じゃー!            | 田上雄            | 小山幹夫 |
| 33   | 8月2日          | 偉いぞ新太、泣けるぜ!        | 松原敏春          | 田中重雄 |
| 34   | 8月9日          | 函館! 女難水難雨アラレ?!     | 高階秋成          | 手銭弘喜 |
| 35   | 8月23日         | あの一寛が見合病?!           | 松原敏春          | 田中重雄 |
| 36   | 9月6日          | やるぞっ! 涙、涙のご対面?!   | 高階秋成          | 田中重雄 |
| 37   | 9月13日         | 兄貴風が吹き荒れる           | 松木ひろし        | 小山幹夫 |
| 38   | 9月20日         | さよなら・カッパ!!           | 松木ひろし        | 小山幹夫 |

## DVD
- 気まぐれ本格派DVD・BOX（10枚組）発売：2012年、ビクターエンタテインメント（VUBG-5006）
- 気まぐれ本格派・ブルーレイ盤（3枚組）発売：2019年、ベストフィールド（BFTD-0320）